# Tsiroanomandidy
Tsiroanomandidy è un comune urbano (firaisana) del Madagascar centrale, situato a circa 120 km dalla capitale Antananarivo.
È capoluogo della regione di Bongolava e del distretto di Tsiroanomandidy.
Ha una popolazione di 25 391 abitanti (stima 2005 ). È sede vescovile cattolica.